# Miss Teen USA
Miss Teen USA est un concours américain de beauté féminin réservé aux adolescentes et jeunes femmes de 14 à 19 ans. Jusqu'en 2020 l'organisation Miss Univers gérait ce concours, ainsi que celui de Miss USA. Depuis il a été repris par Crystle Stewart, Miss USA 2008.
L'actuelle Miss Teen USA est Addie Carver du Mississippi.

## Historique
Le concours de Miss Teen USA a été créée en 1983, la première édition a eu lieu à Lakeland, en Floride, en août 1983.
La ville hôte le plus fréquent est Biloxi, au Mississippi, qui a accueilli l'élection de 1990 à 1994, qui a causée des problèmes en 1992, lorsque la fin de la diffusion en direct a été retardée en raison de l'ouragan Andrew.
Autres villes hôtes fréquents ont été South Padre Island, au Texas (1997, 2001-2002), Shreveport, en Louisiane (1998-2000-2018) et Palm Springs, en Californie (2003-2004, 2006).
De 2008 à 2015, l'élection de Miss Teen USA a eu lieu à Nassau aux Bahamas.

## Lauréates
| Année | Nom de la gagnante        | État            | Ville             | Âge | Ville hôte                 | Lieu                                              |
| ----- | ------------------------- | --------------- | ----------------- | --- | -------------------------- | ------------------------------------------------- |
| 2024  | Addie Carver              | Mississippi     | Monticello        | 17  | Los Angeles, Californie    | Peacock Theater                                   |
| 2023  | UmaSofia Srivastava       | New Jersey      | Morris Plains     | 16  | Reno, Nevada               | Grand Sierra Resort                               |
| 2022  | Faron Medhi               | Nebraska        | Omaha             | 18  | Reno, Nevada               | Grand Sierra Resort                               |
| 2021  | Breanna Myles             | Floride         | Port Sainte-Lucie | 18  | Tulsa, Oklahoma            | Paradise Cove Theater, River Spirit Casino Resort |
| 2020  | Ki'ilani Arruda           | Hawaï           | Kapa'a            | 18  | Memphis, Tennessee         | Graceland                                         |
| 2019  | Kaliegh Garris            | Connecticut     | New Haven         | 18  | Reno, Nevada               | Grand Sierra Resort                               |
| 2018  | Hailey Colborn            | Kansas          | Wichita           | 17  | Shreveport, Louisiane      | Hirsch Memorial Coliseum                          |
| 2017  | Sophia Dominguez-Heithoff | Missouri        | Kansas City       | 17  | Phoenix, Arizona           | Phoenix Symphony Hall                             |
| 2016  | Karlie Hay                | Texas           | Tomball           | 18  | Las Vegas, Nevada          | Venetian Theatre, The Venetian Las Vegas          |
| 2015  | Katherine Haik            | Louisiane       | Franklinton       | 15  | Nassau, Bahamas            | Grand Ballroom, Atlantis Paradise Island          |
| 2014  | K. Lee Graham             | Caroline du Sud | Chapin            | 17  | Nassau, Bahamas            | Grand Ballroom, Atlantis Paradise Island          |
| 2013  | Cassidy Wolf              | Californie      | Temecula          | 19  | Nassau, Bahamas            | Grand Ballroom, Atlantis Paradise Island          |
| 2012  | Logan West                | Connecticut     | Southington       | 18  | Nassau, Bahamas            | Grand Ballroom, Atlantis Paradise Island          |
| 2011  | Danielle Doty             | Texas           | Harlingen         | 18  | Nassau, Bahamas            | Grand Ballroom, Atlantis Paradise Island          |
| 2010  | Kamie Crawford            | Maryland        | Potomac           | 17  | Nassau, Bahamas            | Imperial Ballroom, Atlantis Paradise Island       |
| 2009  | Stormi Henley             | Tennessee       | Crossville        | 18  | Nassau, Bahamas            | Imperial Ballroom, Atlantis Paradise Island       |
| 2008  | Stevi Perry               | Arkansas        | Hamburg           | 18  | Nassau, Bahamas            | Grand Ballroom, Atlantis Paradise Island          |
| 2007  | Hilary Cruz               | Colorado        | Louisville        | 18  | Pasadena, California       | Pasadena Civic Auditorium                         |
| 2006  | Katie Blair               | Montana         | Billings          | 18  | Palm Springs, California   | Palm Springs Convention Center                    |
| 2005  | Allie LaForce             | Ohio            | Vermilion         | 16  | Baton Rouge, Louisiana     | Baton Rouge River Center                          |
| 2004  | Shelley Hennig            | Louisiane       | Destréhan         | 17  | Palm Springs, California   | Palm Springs Convention Center                    |
| 2003  | Tami Farrell              | Oregon          | Phoenix           | 18  | Palm Springs, California   | Palm Springs Convention Center                    |
| 2002  | Vanessa Semrow            | Wisconsin       | Rhinelander       | 17  | South Padre Island, Texas  | South Padre Island Convention Centre              |
| 2001  | Marissa Whitley           | Missouri        | Springfield       | 18  | South Padre Island, Texas  | South Padre Island Convention Centre              |
| 2000  | Jillian Parry             | Pennsylvanie    | Newtown           | 18  | Shreveport, Louisiana      | Hirsch Memorial Coliseum                          |
| 1999  | Ashley Coleman            | Delaware        | Camden            | 18  | Shreveport, Louisiana      | Hirsch Memorial Coliseum                          |
| 1998  | Vanessa Minnillo          | Caroline du Sud | Charleston        | 17  | Shreveport, Louisiana      | Hirsch Memorial Coliseum                          |
| 1997  | Shelly Moore              | Tennessee       | Knoxville         | 18  | South Padre Island, Texas  | South Padre Island Convention Centre              |
| 1996  | Christie Lee Woods        | Texas           | Huntsville        | 18  | Las Cruces, New Mexico     | Pan American Center                               |
| 1995  | Keylee Sue Sanders        | Kansas          | Louisburg         | 18  | Wichita, Kansas            | Century II Convention Center                      |
| 1994  | Shauna Gambill            | Californie      | Acton             | 17  | Biloxi, Mississippi        | Mississippi Coast Coliseum                        |
| 1993  | Charlotte Lopez           | Vermont         | Dorset            | 16  | Biloxi, Mississippi        | Mississippi Coast Coliseum                        |
| 1992  | Jamie Solinger            | Iowa            | Altoona           | 17  | Biloxi, Mississippi        | Mississippi Coast Coliseum                        |
| 1991  | Janel Bishop              | New Hampshire   | Manchester        | 17  | Biloxi, Mississippi        | Mississippi Coast Coliseum                        |
| 1990  | Bridgette Wilson          | Oregon          | Gold Beach        | 16  | Biloxi, Mississippi        | Mississippi Coast Coliseum                        |
| 1989  | Brandi Sherwood           | Idaho           | Boise             | 18  | San Bernardino, California | Orange Pavilion                                   |
| 1988  | Mindy Duncan              | Oregon          | Newberg           | 16  | San Bernardino, California | Orange Pavilion                                   |
| 1987  | Kristi Addis              | Mississippi     | Holcomb           | 16  | El Paso, Texas             | El Paso Civic Center                              |
| 1986  | Allison Brown             | Oklahoma        | Edmond            | 17  | Daytona Beach, Florida     | Ocean Center                                      |
| 1985  | Kelly Hu                  | Hawaï           | Honolulu          | 16  | Miami, Florida             | James L. Knight Center                            |
| 1984  | Cherise Haugen            | Illinois        | Sleepy Hollow     | 17  | Memphis, Tennessee         | Memphis Cook Convention Center                    |
| 1983  | Ruth Zakarian             | New York        | Amsterdam         | 16  | Lakeland, Florida          | Lakeland Civic Center                             |

### Galerie

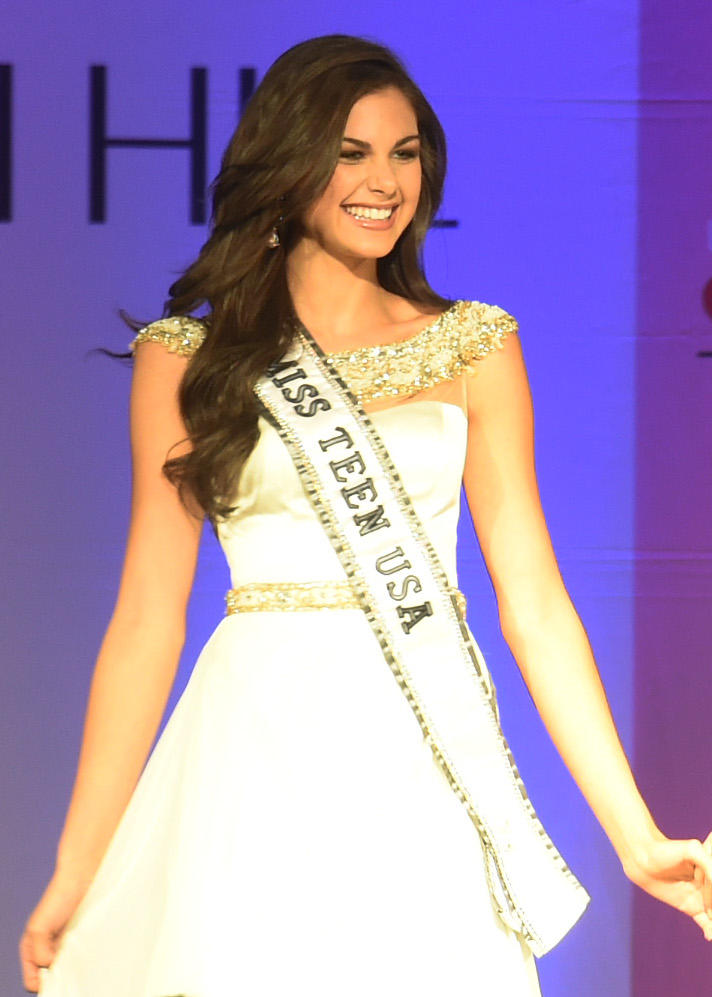
Miss Teen USA 2015 Louisiane Katherine Haik
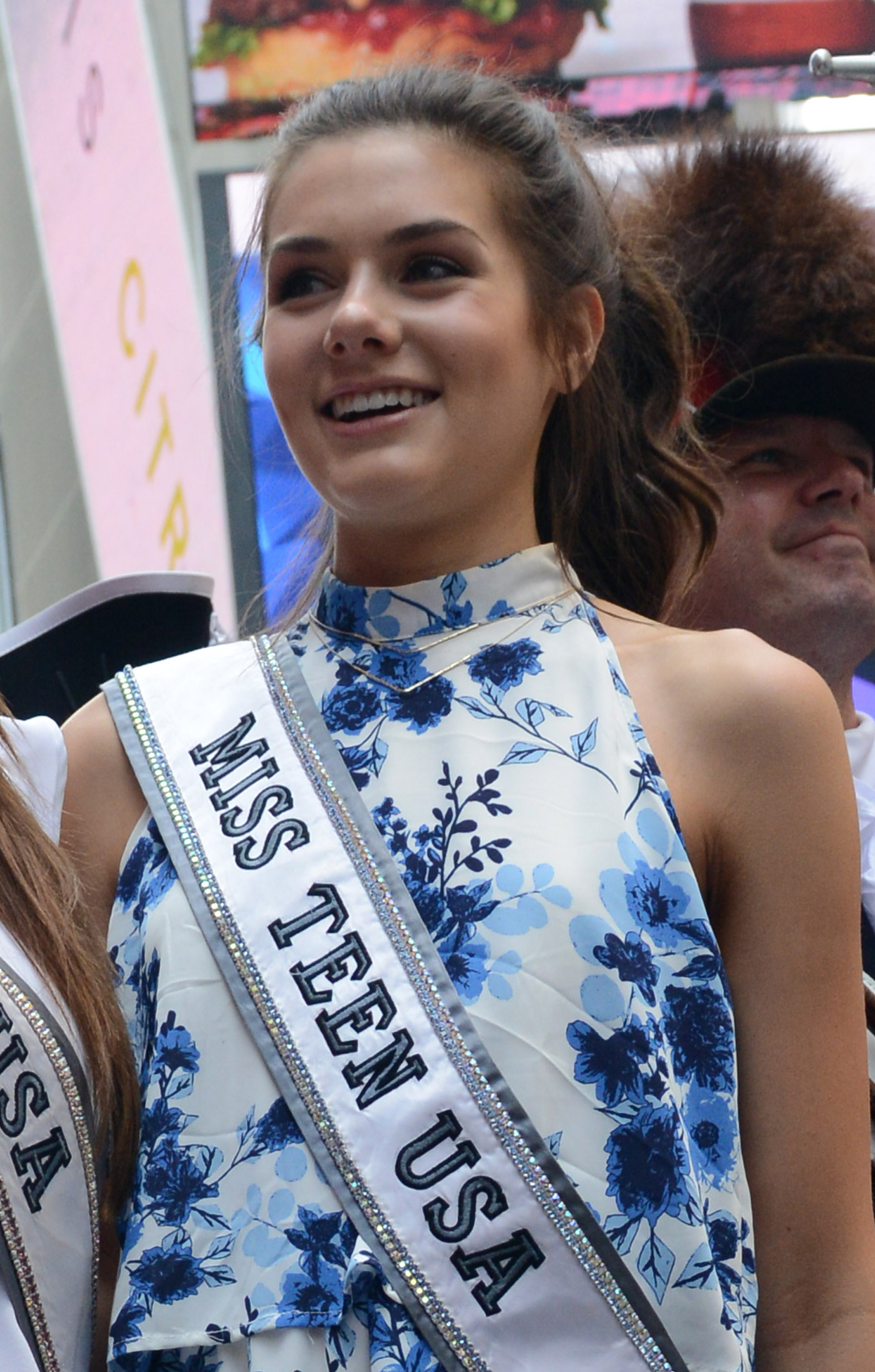
Miss Teen USA 2014 Caroline du Sud K. Lee Graham
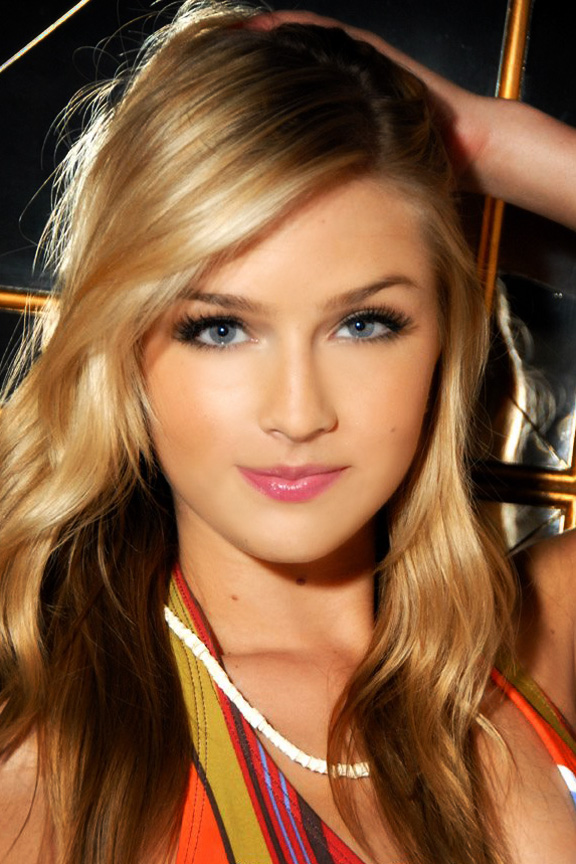
Miss Teen USA 2013 Californie Cassidy Wolf
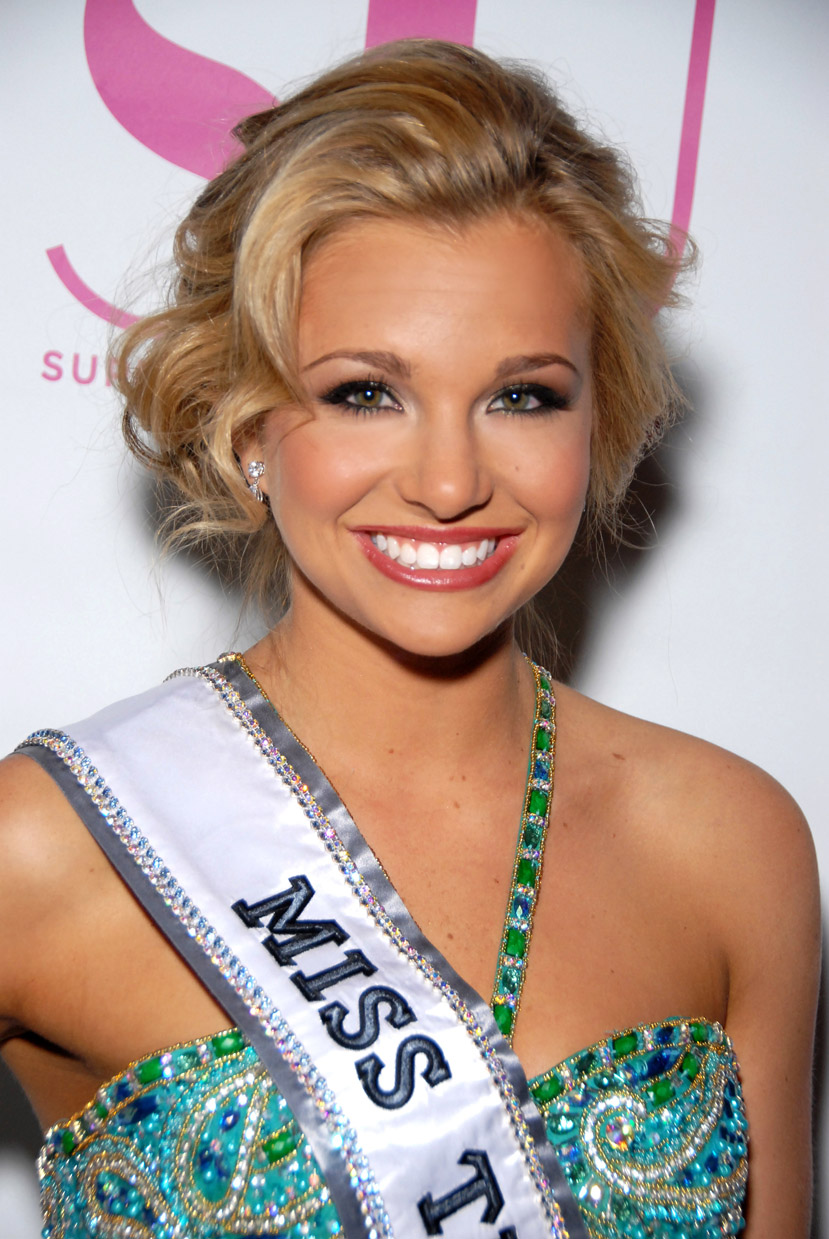
Miss Teen USA 2011 Texas Danielle Doty
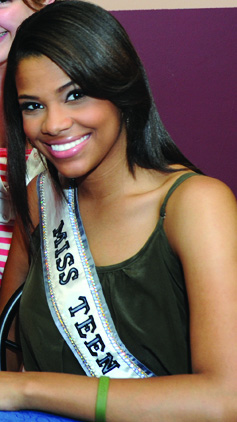
Miss Teen USA 2010 Maryland Kamie Crawford
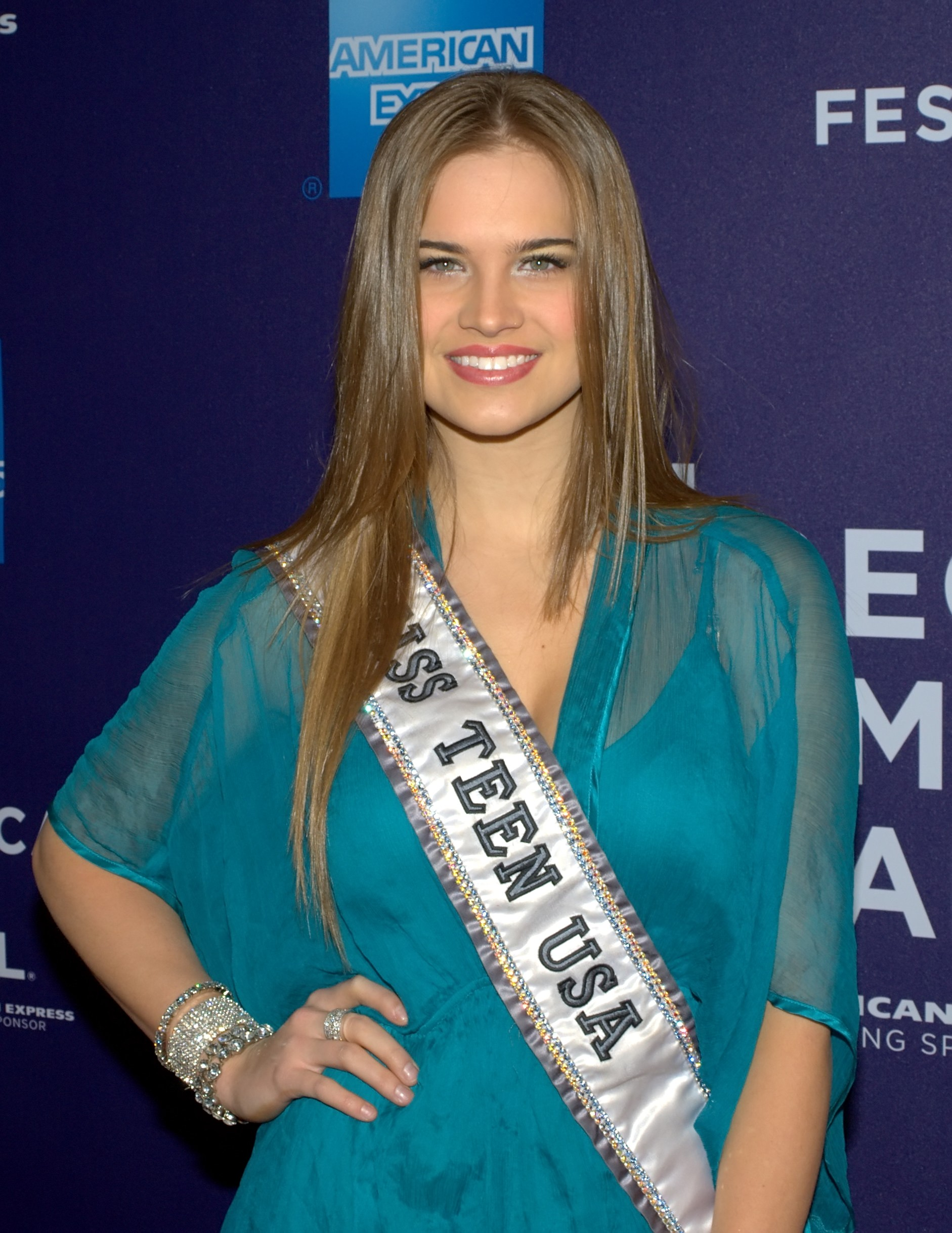
Miss Teen USA 2009 Tennessee Stormi Henley
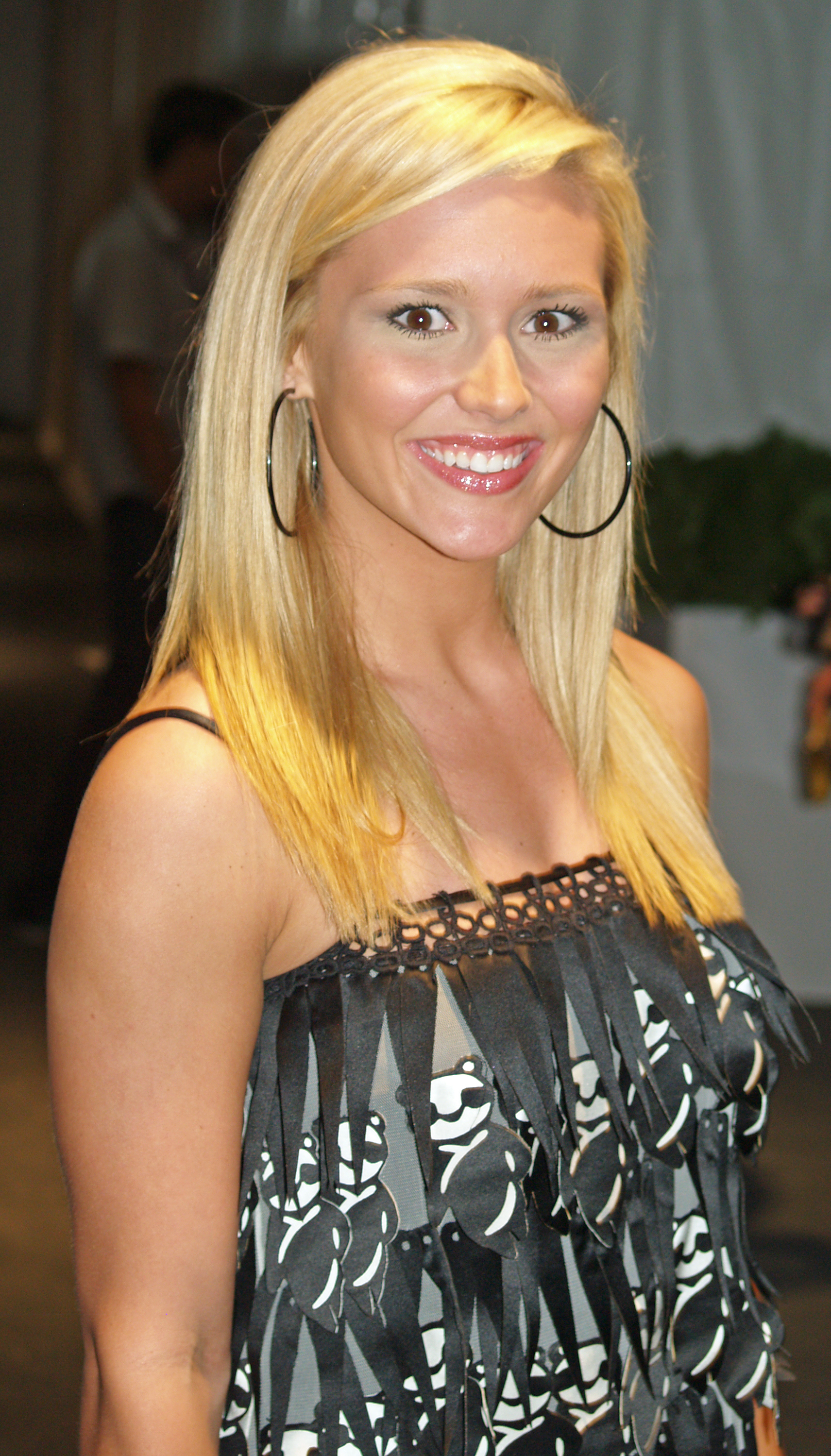
Miss Teen USA 2008 Arkansas Stevi Perry
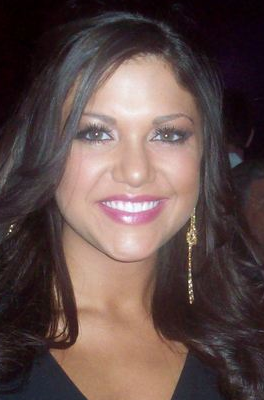
Miss Teen USA 2007 Colorado Hilary Cruz
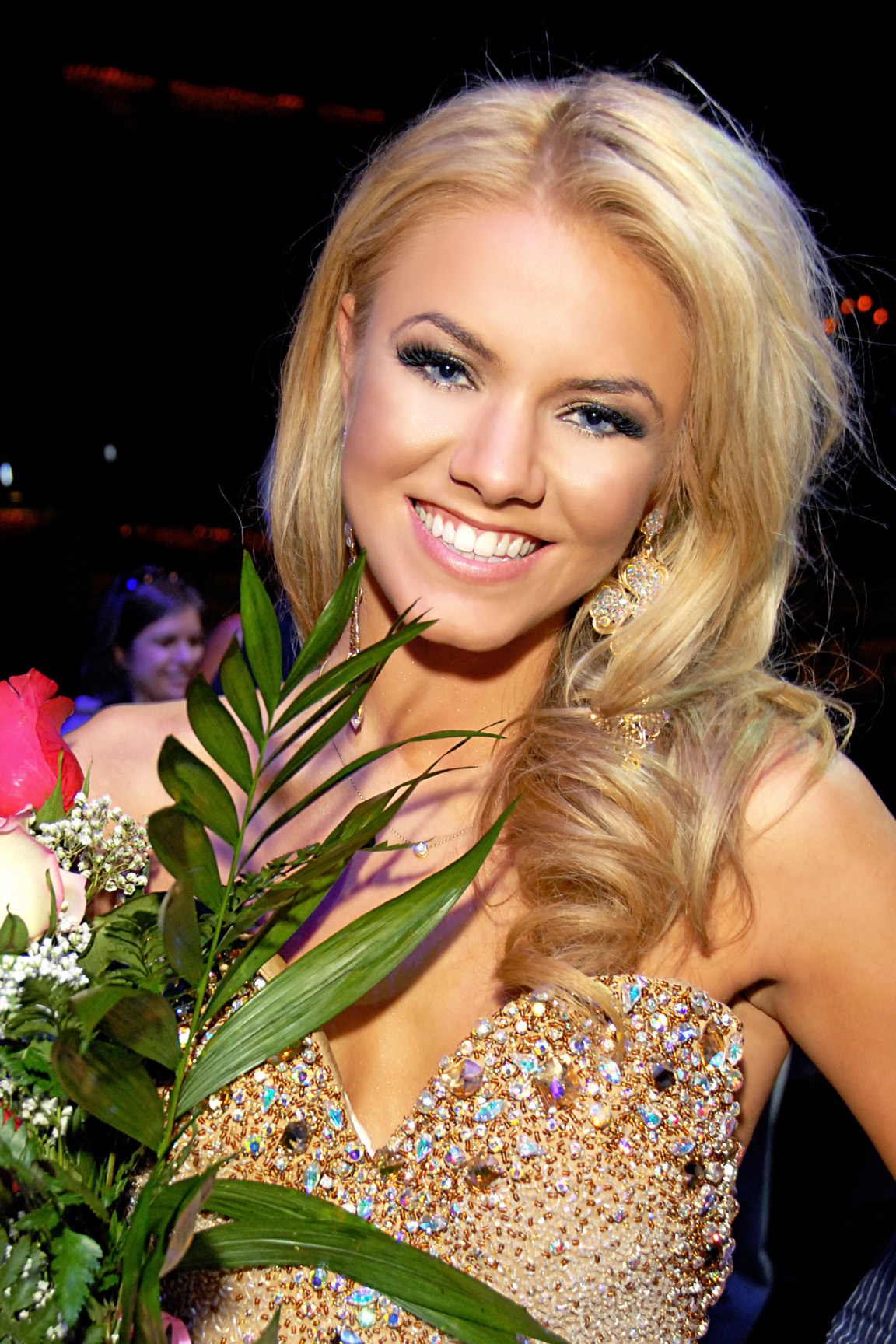
Miss Teen USA 2006 Montana Katie Blair
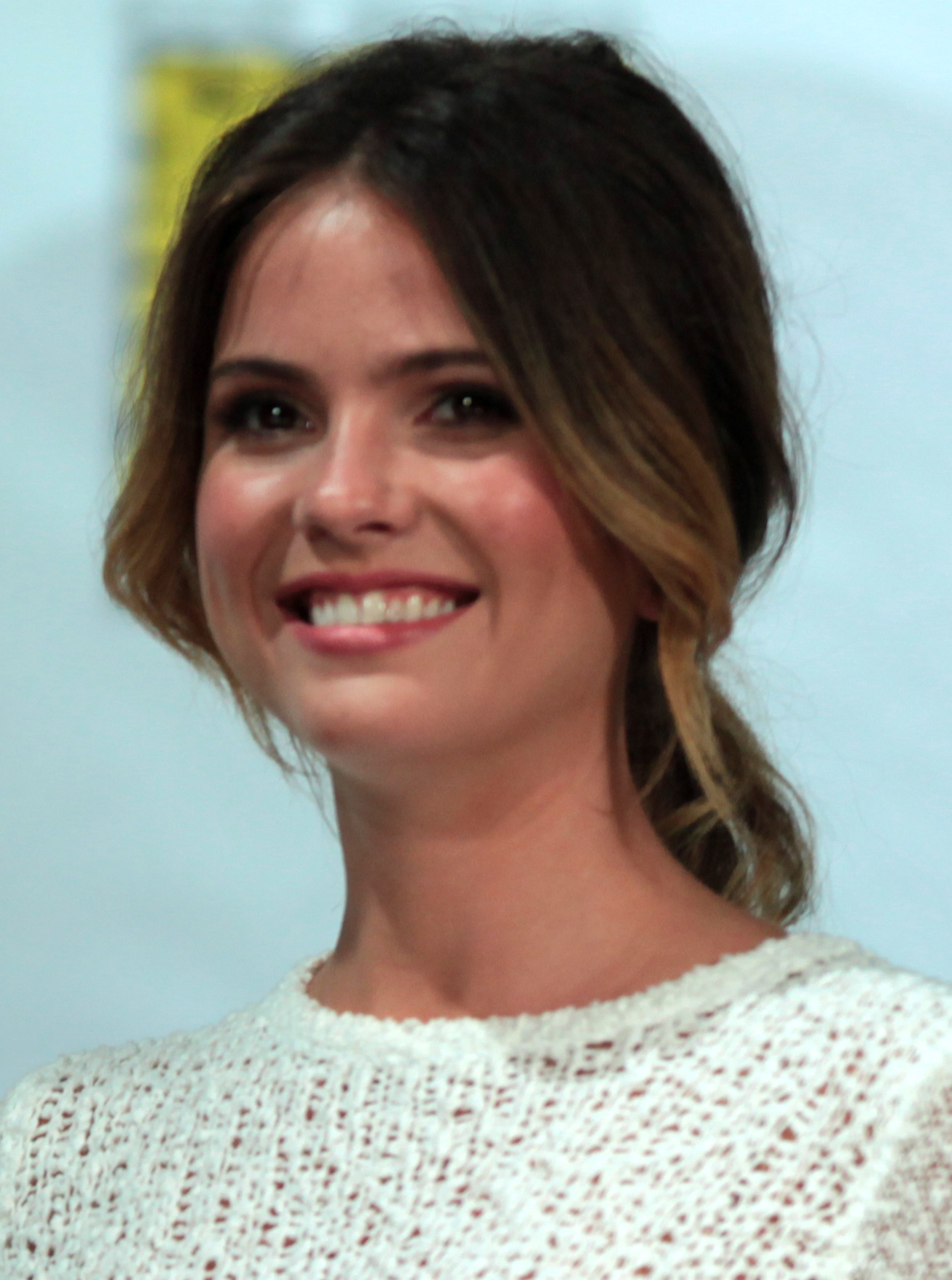
Miss Teen USA 2004 Louisiane Shelley Hennig
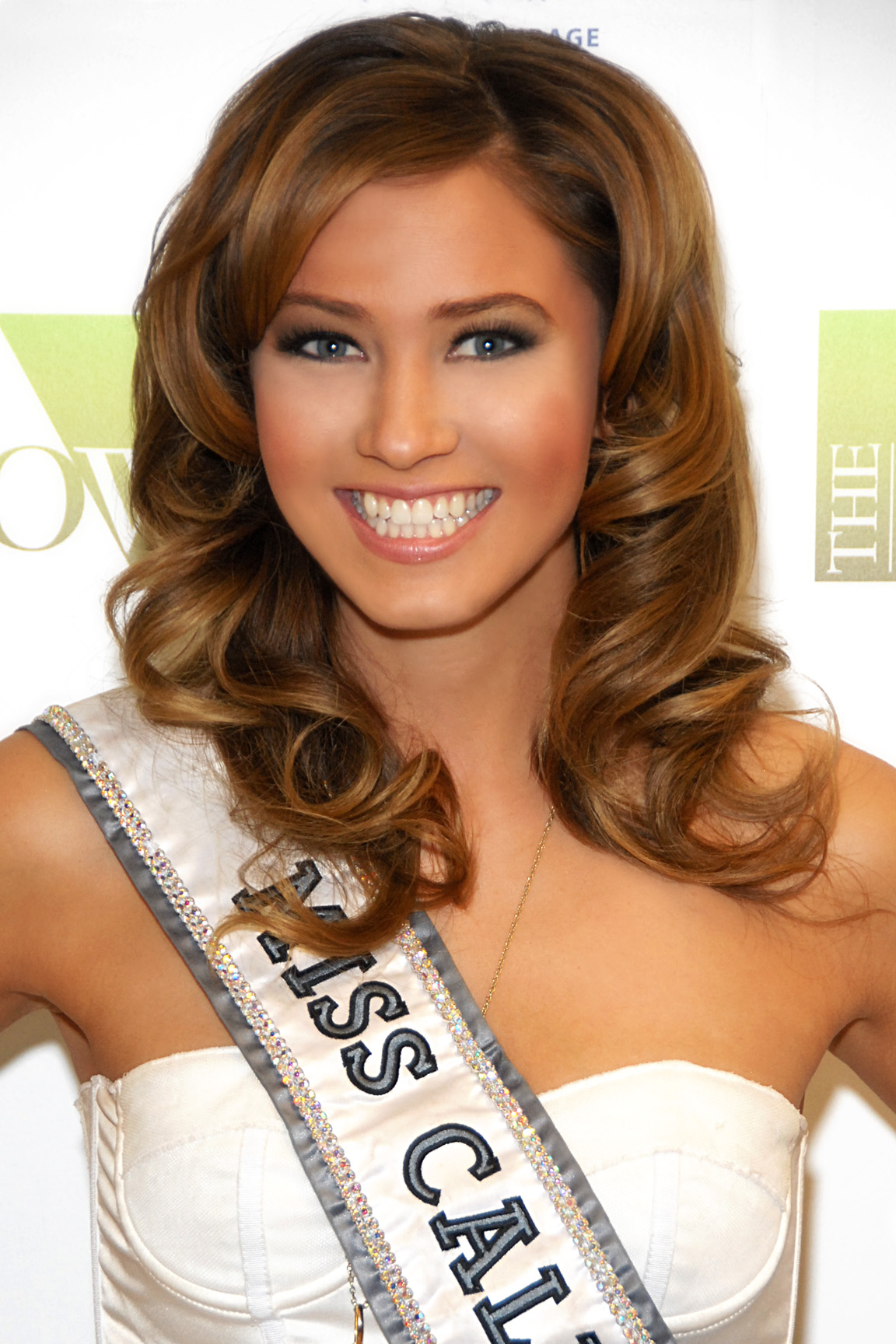
Miss Teen USA 2003 Oregon Tami Farrell
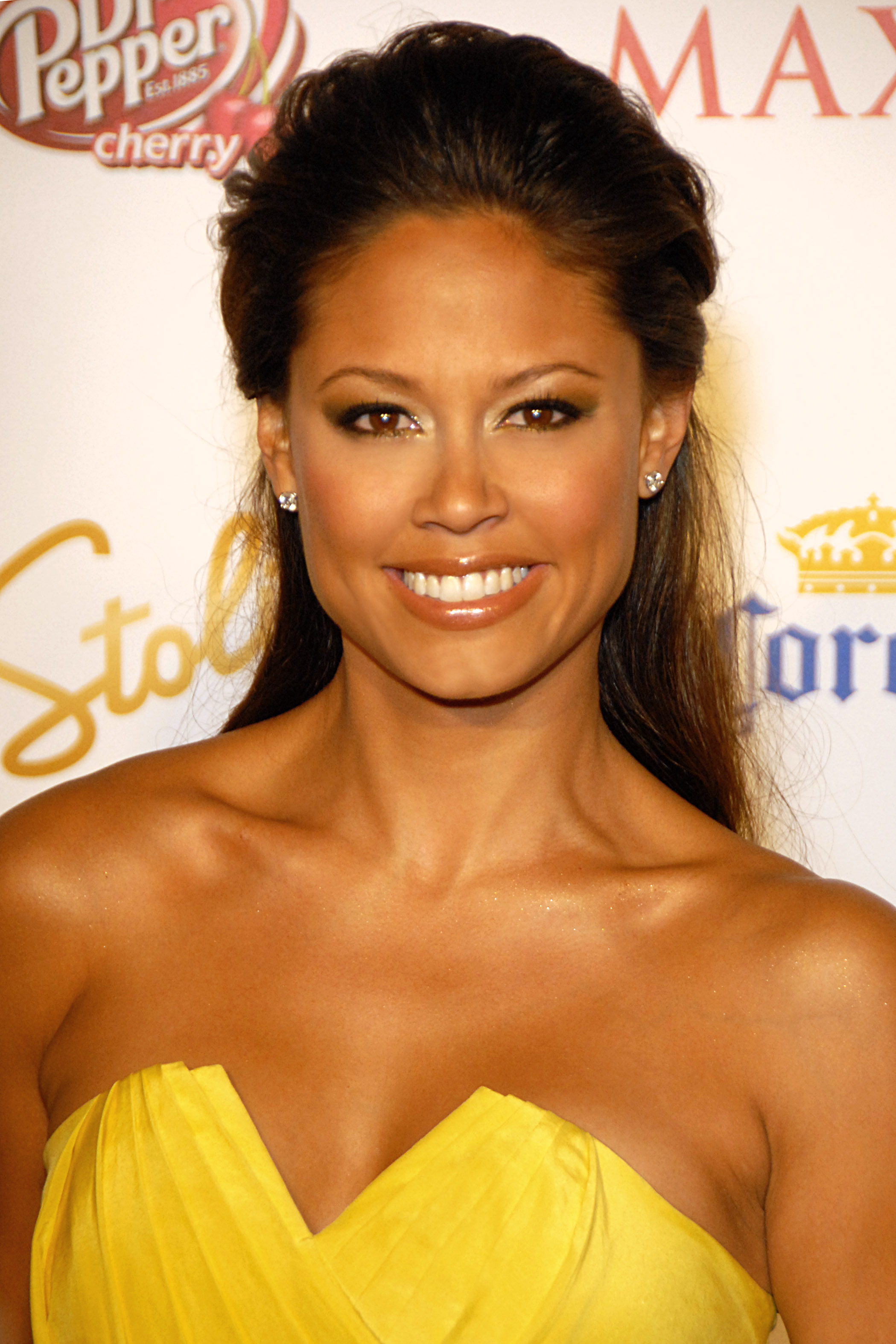
Miss Teen USA 1998 Caroline du Sud Vanessa Minnillo
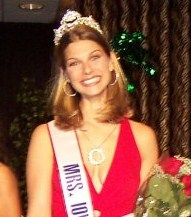
Miss Teen USA 1992 Iowa Jamie Solinger
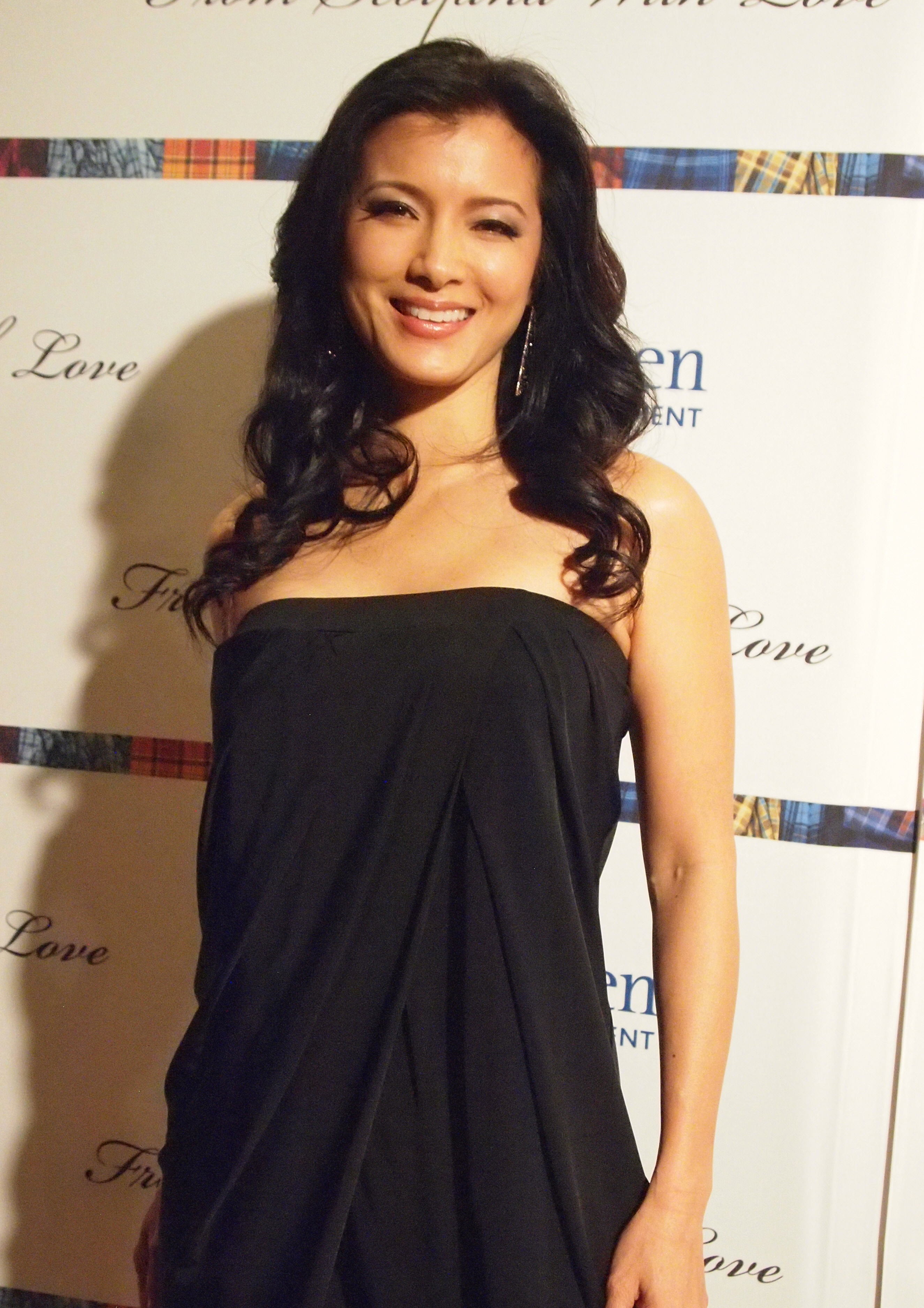
Miss Teen USA 1985 Hawaï Kelly Hu

## Palmarès

### Nombre de victoires par État
| Nombre d'élections | États           | Année(s)         |
| ------------------ | --------------- | ---------------- |
| 3                  | Texas           | 1996, 2011, 2016 |
| 3                  | Oregon          | 1988, 1990, 2003 |
| 2                  | Mississippi     | 1987, 2024       |
| 2                  | Hawaii          | 1985, 2020       |
| 2                  | Connecticut     | 2012, 2019       |
| 2                  | Kansas          | 1995, 2018       |
| 2                  | Missouri        | 2001, 2017       |
| 2                  | Louisiane       | 2004, 2015       |
| 2                  | Caroline du Sud | 1998, 2014       |
| 2                  | Californie      | 1994, 2013       |
| 2                  | Tennessee       | 1997, 2009       |
| 1                  | New Jersey      | 2023             |
| 1                  | Nebraska        | 2022             |
| 1                  | Floride         | 2021             |
| 1                  | Maryland        | 2010             |
| 1                  | Arkansas        | 2008             |
| 1                  | Colorado        | 2007             |
| 1                  | Montana         | 2006             |
| 1                  | Ohio            | 2005             |
| 1                  | Wisconsin       | 2002             |
| 1                  | Pennsylvanie    | 2000             |
| 1                  | Delaware        | 1999             |
| 1                  | Vermont         | 1993             |
| 1                  | Iowa            | 1992             |
| 1                  | New Hampshire   | 1991             |
| 1                  | Idaho           | 1989             |
| 1                  | Oklahoma        | 1986             |
| 1                  | Illinois        | 1984             |
| 1                  | New York        | 1983             |